# László Magyar
László Magyar, född 13 november 1818 i Szombathely, död 9 november 1864 i  Ponte de Cuio, Benguelaprovinsen, var en ungersk upptäcktsresande. 
Magyar studerade sjömansyrket i Fiume, var därefter en tid sjöofficer i argentinsk tjänst och begav sig 1847 till Afrikas västkust. I Biéprovinsen gifte han sig 1849 med en dotter till en afrikansk hövding och företog därifrån färder genom Mwata Yamvos rike, till Cunenefloden och Zambezis källområde. Hans reseskildringar utgavs 1859 på ungerska och tyska.